# Ragnar Gyllenswärd
Ragnar Hugo Ferdinand Gyllenswärd, född 11 augusti 1891 i Växjö stadsförsamling, Växjö, död 26 februari 1967 i Hedvig Eleonora församling, Stockholm, var en svensk ämbetsman.
Gyllenswärd blev filosofie kandidat 1911, juris kandidat 1916 samt assessor i Göta hovrätt 1923 och fiskal samma år. År 1927 blev han ledamot av Justitiedepartementets lagavdelning, hovrättsråd 1929, ledamot av Lagberedningen samma år och revisionssekreterare 1930. Från 7 juni 1930 var han konsultativt statsråd i Carl Gustaf Ekmans regering.  Gyllenswärd var justitieråd 1935–1958 och Högsta domstolens ordförande 1952–1958. Han blev juris hedersdoktor vid Stockholms högskola 1957 och var ledamot av Permanenta skiljedomstolen i Haag från 1963.
Gyllenswärd var utgivare av Nytt juridiskt arkiv 1943–1961. Han blev kommendör med stora korset av Nordstjärneorden 1940.